# Gianni Rivera
Giovanni Rivera (Alessandria, Piamonte, 18 de agosto de 1943), más conocido como Gianni Rivera, es un exfutbolista y político italiano. Considerado junto con Giuseppe Meazza y Roberto Baggio uno de los mejores jugadores en la historia del fútbol italiano, fue el primer jugador nacido en Italia en ganar el Balón de Oro. Ocupa el 20.º lugar en el ranking del mejor futbolista del siglo publicada por IFFHS en 2004.
Integró la selección italiana que ganó la Eurocopa 1968 y obtuvo el subcampeonato del mundo en México 1970. Toda su carrera deportiva la pasó en dos clubes italianos: el Foot Ball Club Alessandria de su ciudad natal y el Associazione Calcio Milan, donde pasó la mayor parte de su carrera, logrando conquistar dos veces la UEFA Champions League, dos veces la Recopa de Europa y una vez la Copa Intercontinental.
Tras retirarse del fútbol activo, llegó a ser vicepresidente del AC Milan hasta 1986, año en que el club fue comprado por Silvio Berlusconi. Tras abandonar el AC Milan, entró en la política activa, llegando al Parlamento de Italia, y llegando a ser vicesecretario de defensa en el gobierno de Romano Prodi.

## Trayectoria deportiva

### Comienzos
Rivera debutó en la Serie A italiana en el Alessandria la temporada 1958-59 en un partido frente al Inter de Milán el 2 de junio de 1959, partido que terminó con empate a uno. La temporada 1959-60 fue la primera que disputó en la Serie A desde un comienzo, año en que el Alessandria descendió a la serie B. Rivera contaba con 16 años de edad cuando tras el descenso del Alessandria fue contratado por el AC Milan, que pagó 60 millones de liras y el traspaso de tres jugadores al Alessandria a cambio de Rivera. 

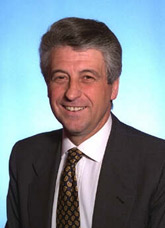
Rivera en la actualidad como diputado en Italia.

### Etapa en el Milan
En el Milan, Gianni Rivera jugó entre 1960 y 1979. En 1963 ganó la Copa de Europa al derrotar en la final al SL Benfica por 2 a 1, con él jugando de medio centro. Ese mismo año estuvo a punto de ganar el Balón de Oro, pero finalmente lo ganó el guardameta soviético Lev Yashin, conocido como la araña negra.
Tras este título el Milan pasó varios años de sequía sin ganar títulos hasta que ganó el título de Liga en 1968. Aquel campeonato dio a Rivera otra oportunidad de disputar la Copa de Europa y, como ocurrió tras la Liga de 1962, la experiencia se saldó con un nuevo título para los milanistas. Esta vez fue por un 4-1 ante el Ajax de Ámsterdam. Gracias a esto Gianni Rivera conquistó finalmente el Balón de Oro de 1969. Posteriormente en 1979 logró su último Scudetto con 35 años, justo el año de su retirada.

### En la selección italiana
Rivera debutó con la selección italiana en 1962, en un encuentro contra la selección de fútbol de Bélgica que terminó con 1 a 3 con victoria italiana. Con su selección disputó un total de cuatro Mundiales, en 1962, 1966, 1970 y 1974 tras el que se retiró de la selección, dado el pésimo desempeño en el mundial alemán. En el campeonato de México de 1970 marcó el gol más importante de su carrera en la semifinal frente a Alemania Federal, después de comenzar el partido en el banquillo, siendo este partido elegido como el Partido del Siglo. Italia venció en la prórroga por 4 a 3 gracias a dicho gol. Posteriormente en la final frente a Brasil, jugada también en el estadio Azteca de México, D. F., la selección italiana fue derrotada por 4 goles a 1 a favor de Brasil.
Sin embargo, el mayor logro con su selección fue en la Eurocopa de 1968, en la que Italia se proclamó campeona frente a Yugoslavia.

## Clubes
| Equipo            | Temporadas  | Partidos | Goles | Promedio |
| ----------------- | ----------- | -------- | ----- | -------- |
| F. C. Alessandria | 1958 - 1960 | 26       | 6     | 0.23     |
| A. C. Milan       | 1960 - 1979 | 501      | 163   | 0.25     |
| Total carrera     | 1958 - 1979 | 527      | 169   | 0.25     |

## Palmarés

### Campeonatos nacionales
| Título      | Equipo   | País   | Temporada |
| ----------- | -------- | ------ | --------- |
| Serie A     | AC Milan | Italia | 1962      |
| Copa Italia | AC Milan | Italia | 1967      |
| Serie A     | AC Milan | Italia | 1968      |
| Copa Italia | AC Milan | Italia | 1972      |
| Copa Italia | AC Milan | Italia | 1973      |
| Copa Italia | AC Milan | Italia | 1977      |
| Serie A     | AC Milan | Italia | 1979      |

### Campeonatos internacionales
| Título                | Equipo (*)         | Sede         | Temporada |
| --------------------- | ------------------ | ------------ | --------- |
| Copa de Europa        | AC Milan           | Londres      | 1963      |
| Recopa de Europa      | AC Milan           | Róterdam     | 1968      |
| Eurocopa              | Selección Italiana | Roma         | 1968      |
| Copa de Europa        | AC Milan           | Madrid       | 1969      |
| Copa Intercontinental | AC Milan           | Buenos Aires | 1969      |
| Recopa de Europa      | AC Milan           | Salónica     | 1973      |

(*) incluye la selección.

### Distinciones individuales
| Distinción                                                                 | Año  |
| -------------------------------------------------------------------------- | ---- |
| Balón de Plata al segundo mejor jugador del año en Europa.                 | 1963 |
| Balón de Oro al mejor jugador del año en Europa.                           | 1969 |
| Máximo goleador de la Liga italiana.                                       | 1973 |
| Mejor jugador de la Liga italiana.                                         | 1979 |
| Incluido en la lista FIFA 100 de los mejores jugadores vivos del siglo XX. | 2004 |
| Elegido mejor jugador italiano del siglo XX por la IFFHS.                  |      |

- Datos: Q230046
- Multimedia: Gianni Rivera / Q230046